# 布勒托尼耶尔
布勒托尼耶尔（法語：Bretonnières）是瑞士联邦西部法语区的沃州下设的一个镇。在行政上属于沃州北汝拉区管辖。布勒托尼耶尔的总面积为5.45平方公里。截至2007年，总人口为202。

## 地理
奥尔伯河为北部部分边界。